# 博克斯贝格 (莱茵兰-普法尔茨州)
博克斯贝格（德語：Boxberg，發音：[ˈbɔksˌbɛʁk] ⓘ）是德国莱茵兰-普法尔茨州艾费尔火山县的市镇，面积5.65平方千米，2023年12月31日人口为205人。